# Rhinotyphlops
Rhinotyphlops es un género de serpientes de la familia Typhlopidae. Sus especies son endémicas del África subsahariana.

## Especies
Se reconocen las 6 especies siguientes:
- Rhinotyphlops ataeniatus (Boulenger, 1912)
- Rhinotyphlops boylei (Fitzsimons, 1932)
- Rhinotyphlops lalandei (Schlegel, 1839)
- Rhinotyphlops schinzi (Boettger, 1887)
- Rhinotyphlops scortecci (Gans & Laurent, 1965)
- Rhinotyphlops unitaeniatus (Peters, 1878)